# São Judas Tadeu Apóstolo (título cardinalício)
São Judas Tadeu Apóstolo (em latim: Sancti Iudæ Thaddæi Apostoli) é um titulus instituído  pelo Papa Francisco, em 28 de novembro de 2020.
Sua igreja titular é San Giuda Taddeo ai Cessati Spiriti.

## Titulares protetores
- Cornelius Sim (2020-2021)
- Giorgio Marengo, I.M.C. (desde 2022)